# レスベラトロール
レスベラトロール（英: resveratrol）（3,5,4′-トリヒドロキシ-トランス-スチルベン）とはスチルベノイドの一種であり、天然フェノールまたはポリフェノールの一種で、ファイトアレキシンでもある。これは複数の植物が傷害を受けた際や、病原体（細菌や菌類など）の攻撃を受けた際に生成する物質である。食品中のレスベラトロールの供給源には、ブドウの皮、ブルーベリー、ラズベリー、クワ、ラッカセイなどがある。
1939年、北海道帝国大学の高岡道夫により有毒植物バイケイソウ（Veratrum album）から発見され（有毒成分ではない）、レゾルシノール（Resorcinol）構造を有することから命名された。
レスベラトロールは赤ワインに含まれることから、フレンチパラドックスとの関連が指摘されており、心血管関連疾患の予防効果が期待されている。また、その寿命延長作用が、酵母、線虫、ハエ、魚類の研究で報告され、2006年には「Nature」誌にてヒトと同じ哺乳類であるマウスの寿命を延長させるとの成果が発表され、種を超えた寿命延長作用を持つとして大きな注目を集めた。
マウスなどのモデル生物・実験動物を用いた研究では、寿命延長・抗炎症・抗癌・認知症予防・放射線による障害の抑止・血糖降下、脂肪の合成や蓄積に関わる酵素の抑制などの効果が報告されている。
サプリメントとして一般的に使用され、ヒトの疾患の実験モデルで研究されているが、レスベラトロールが長寿を改善するという質の高いエビデンスや、ヒトの疾患に実質的な効果があるという証拠はない。

## 研究
レスベラトロールは潜在的な治療用途について研究されてきたが、ヒトにおける抗病効果や健康上の利点についてはほとんど証拠がない。

### 心血管疾患
すでに心血管疾患を有する人々においては、レスベラトロールの利点を示す証拠はない。2018年のメタアナリシスでは、収縮期または拡張期血圧への影響は認められなかった。サブ解析では、1日300mgのレスベラトロール摂取により、糖尿病患者のみで収縮期血圧が2mmHg低下することが明らかになった。2014年の中国のメタアナリシスでは、収縮期または拡張期血圧への影響は認められなかった。サブ解析では、1日150mgのレスベラトロール摂取により収縮期血圧が11.90mmHg低下することが明らかになった。

### 癌
2020年現在、レスベラトロールがヒトの癌に効果があるという証拠はない。一方で健常者に対しても、レスベラトロール2.5gを28日摂取した結果、有意に血中の増殖因子IGF-1やその結合タンパク質IGFBP-3の減少が認められ、乳がんや肺がんのリスクを低減する可能性が報告された。

### 代謝症候群
2011年、ヨーロッパの研究チームが肥満男性にレスベラトロールを投与したところカロリー制限をしたのと同等の効果が得られた。肥満男性11人と健康な男性11人を対象に、レスベラトロール（150mg/日）のサプリメントとプラセボ（偽薬）を用いて二重盲検比較試験を実施したところ、レスベラトロールを30日間服用した後に、エネルギー消費、代謝率、血糖値、血圧は低下し、肝臓に蓄積した脂肪は減少していることがわかった。一方、サーチュイン活性化物質の開発を推進するSirtris社はレスベラトロールには効果がないとして臨床開発を断念しており、レスベラトロールが肥満や加齢に関連した代謝性異常を改善する効果があるかどうかを立証するためには、さらに多くの調査が必要と考えられる。
一方でレスベラトロールがヒトのメタボリックシンドロームに効果があるという決定的な証拠はない。2015年のレビューでは、糖尿病の治療にレスベラトロールを使用する証拠はほとんど見つからなかった。2015年のメタアナリシスでは、レスベラトロールが糖尿病のバイオマーカーに与える影響についての証拠はほとんど見つからなかった。
あるレビューでは、糖尿病患者においてレスベラトロールが空腹時血糖値を低下させる限定的な証拠が見つかった。2つのレビューは、レスベラトロールの摂取が体重とボディマス指数を減少させる可能性があるが、脂肪組織量や総血中コレステロール値には影響しない可能性があることを示した。2018年のレビューでは、レスベラトロールの摂取が炎症のバイオマーカー、TNF-α、C反応性蛋白を減少させる可能性があることが分かった。

### 寿命
2011年現在、レスベラトロールの摂取がヒトの寿命に影響を与えるという十分な証拠はない。

### 認知
レスベラトロールの認知への影響については、一貫性のない証拠が報告されている。あるレビューでは、レスベラトロールは神経学的機能に影響を与えないと結論付けたが、認識や気分を改善したと報告している。ただし、研究デザインや結果に一貫性がないことも指摘された。一方で健常者にレスベラトロールを250mg又は500mg摂取後、45分以降で濃度依存的に前頭葉の血流の亢進が認められ、脳機能の改善に役立つと報告されている。

### アルツハイマー病
2022年のメタアナリシスでは、レスベラトロル単独またはグルコースとリンゴ酸との組み合わせが、アルツハイマー病における認知機能の低下を遅らせる可能性があるという予備的な証拠が示された。

### 糖尿病
動物実験では、レスベラトロールがインスリン抵抗性を改善し、潜在的に糖尿病の管理に役立つ可能性があるという証拠が見つかっているが、その後のヒトを対象とした研究は限られており、この目的でのレスベラトロールの使用を支持していない。

### その他
レスベラトロールを含有するサンタベリーのヒトに対する肌質改善効果を検証する目的で、プラセボ食品を対照とした二重盲検並行群間比較試験により検討した。通常人女性48名を対象に、サンタベリーエキス(トランスレスベラトロール12mg/40mg含有)グループ24名とプラセボ(偽薬)カプセル24名に分けた。これらを1日1回1粒を12週間被験者に経口摂取させた。試験項目は、肌測定(肌弾性、角質水分量)、自覚アンケート(VAS)であった。これらの検査は、摂取前、摂取4週後、摂取8週後、摂取12週後に実施した。その結果、サンタベリーエキスグループでは肌弾性が摂取開始時と比較して摂取8週目、12週目で有意な改善が認められた。角質水分量においては摂取開始時から12週目までに、プラセボグループと比較して有意ではなかったものの増加傾向が認められた。さらに、自覚アンケートでは、肌に関するすべての項目でサンタベリーエキスグループ、プラセボグループとも摂取開始から4・8・12週間後に有意な改善が認められた。また、サンタベリーエキス摂取による副作用は確認されなかった。これらのことから、トランスレスベラトロールを含むサンタベリーエキスを12週間連続摂取することにより、女性の肌弾性の改善がみられ、同時に安全性が高いことが明らかになった。
レスベラトロールが血管内皮機能、神経炎症、皮膚感染症、または老化した皮膚に影響を与えるという有意な証拠はない。2019年のヒトを対象とした研究のレビューでは、レスベラトロールが特定の骨バイオマーカーに与える影響は混在しており、血液および骨のアルカリホスファターゼの増加などが見られたが、カルシウムやコラーゲンなどの他のバイオマーカーには影響がなかったと報告している。

## 薬理学

### 薬力学
レスベラトロールは、多くの異なる実験室での分析で陽性結果を生むパンアッセイ干渉化合物として同定されている。その多様な相互作用の能力は、細胞膜への直接的な影響によるものかもしれない。
2015年の時点で、レスベラトロールの多くの特定の生物学的標的が同定されており、その中にはNQO2（単独およびAKT1との相互作用）、GSTP1、エストロゲン受容体ベータ、CBR1、およびインテグリンαVβが含まれていた。当時、これらのうちのいずれかまたはすべてが細胞やモデル生物で観察された効果の原因であるかどうかは不明であった。

### 薬物動態
分子の水溶性が低いため、経口投与法の実現可能性は低い。レスベラトロールのバイオアベイラビリティは、広範な肝臓でのグルクロン酸抱合および硫酸抱合により約0.5%である。グルクロン酸抱合は肝臓だけでなく腸でも起こるが、硫酸抱合は肝臓だけでなく腸や腸内微生物の活動によっても起こる。急速な代謝のため、レスベラトロールの半減期は短い（約8〜14分）が、硫酸およびグルクロン酸代謝物の半減期は9時間以上である。

### 代謝
レスベラトロールは体内で広範に代謝され、肝臓と腸がその主要な代謝部位である。肝臓の代謝物は第II相（抱合）酵素の生成物であり、これらの酵素自体がin vitroでレスベラトロールによって誘導される。

## 化学
レスベラトロール（3,5,4'-トリヒドロキシスチルベン）はスチルベノイドで、スチルベンの誘導体である。幾何異性体としてシス-（Z）とトランス-（E）の2つが存在し、上の画像にトランス異性体が示されている。レスベラトロールはグルコースと結合して存在する。
トランス体は紫外線照射に曝されるとシス体への光異性化を起こすことがある。
紫外線をシス-レスベラトロールに照射すると、さらなる光化学反応が誘発され、「レスベラトロン」と呼ばれる蛍光性分子が生成される。
粉末形態のトランス-レスベラトロールは、空気存在下で75%湿度および40°Cの「加速安定性」条件下で安定であることが確認された。トランス異性体は輸送タンパク質の存在によっても安定化される。また、発酵後に採取され長期保存されたブドウの皮やポマース中のレスベラトロール含有量も安定していた。最も一般的な4種類のレスベラトロールのlH-および13C-NMRデータが文献に報告されている。

### 生合成
レスベラトロールは植物内でレスベラトロール合成酵素（スチルベン合成酵素）によって生産される。その直接の前駆体はマロニルCoAと4-クマロイルCoA由来のテトラケチドである。後者はフェニルアラニン由来である。

### 生物変換
ブドウの真菌性病原体であるボトリティス・シネレアは、レスベラトロールを抗真菌活性が弱まった代謝物に酸化する能力がある。これらにはレスベラトロール二量体のレストリチゾールA、B、C、レスベラトロールトランス脱水素二量体、リーチノールF、およびパリドールが含まれる。土壌細菌のセレウス菌を用いてレスベラトロールをピセイド（レスベラトロール3-O-ベータ-D-グルコシド）に変換することができる。

## 有害作用
レスベラトロールの有害作用を決定するためのヒト研究はほとんど行われておらず、そのすべてが参加者数の少ない予備的なものである。有害作用は主に長期使用（数週間以上）と1日1000 mg以上の用量から生じ、吐き気、腹痛、屁、および下痢を引き起こす。1ヶ月以上500 mg以上を投与された7つの研究の136人の患者のレビューでは、25件の下痢、8件の腹痛、7件の吐き気、5件の鼓腸が示された。2018年のレスベラトロールの血圧への影響に関するレビューでは、一部の人で排便の頻度が増加し、緩い便が見られたことが分かった。

## 発生

### 植物
レスベラトロールはファイトアレキシンであり、多くの植物が病原体に感染したり、切断、圧搾、紫外線照射などによって物理的に損傷を受けたりした際に産生する化合物の一種である。
レスベラトロールを合成する植物には、イタドリ、マツ（ヨーロッパアカマツやストローブマツを含む）、ブドウの木、ラズベリー、桑の実、ピーナッツ、カカオの木、ブルーベリー、クランベリー、ビルベリーなどの果実を生産するスノキ属の低木が含まれる。
日本では、イタドリ根茎の抽出物は医薬品に含まれるため、根茎の部位の抽出物が含まれている場合は食品扱いの枠で扱われていると違法となる（健康食品等の枠ではなく一般用医薬品（第二類医薬品以上）の場合は使用及び表記が可能）。

### 食品
食品中のレスベラトロールの含有量は、同じ食品でも季節や生産ロットによって大きく異なる。

#### ワインとブドウジュース
| 飲料                 | レスベラトロール (μg/100 mL) | レスベラトロール (μg/100 mL) |
| 飲料                 | 平均                         | 範囲                         |
| -------------------- | ---------------------------- | ---------------------------- |
| 赤ワイン             | 270                          | 0 — 2780                     |
| ロゼワイン           | 120                          | 5 — 290                      |
| 白ワイン             | 40                           | 0 — 170                      |
| スパークリングワイン | 9                            | 8 — 10                       |
| 緑色のブドウジュース | 5.08                         | 0 — 10                       |

赤ワイン中のレスベラトロール濃度は平均して1.9±1.7 mg/L（8.2±7.5 μM）のトランス型レスベラトロールであり、検出不可能なレベルから14.3 mg/L（62.7 μM）のトランス型レスベラトロールまで幅がある。シス型レスベラトロールのレベルはトランス型レスベラトロールと同じ傾向を示す。
一般的に、ピノ・ノワールとサン・ローラン品種のブドウから作られたワインが最も高いレベルのトランス型レスベラトロールを示すが、他のワインや地域に比べて有意に高い濃度を生産するワインや地域はまだ特定されていない。シャンパンや酢にもかなりのレベルのレスベラトロールが含まれている。
赤ワインには、ブドウの品種によって0.2から5.8 mg/Lのレスベラトロールが含まれている。白ワインの含有量はずっと少ない。これは、赤ワインは皮ごと発酵するためレスベラトロールを抽出できるのに対し、白ワインは皮を取り除いてから発酵するためである。ワインの組成はブドウとは異なる。これは、ブドウからのレスベラトロールの抽出が皮との接触時間に依存し、レスベラトロール3-グルコシドが部分的に加水分解されてトランス型とシス型のレスベラトロールを生成するためである。

#### 選択された食品
| 食品             | 1人前                | 総レスベラトロール量 (mg) |
| ---------------- | -------------------- | ------------------------- |
| ピーナッツ（生） | 1カップ（146グラム） | 0.01 – 0.26               |
| ピーナッツバター | 1カップ（258グラム） | 0.04 – 0.13               |
| 赤ブドウ         | 1カップ（160グラム） | 0.24 – 1.25               |
| ココアパウダー   | 1カップ（200グラム） | 0.28 – 0.46               |

オンス単位で比較すると、ピーナッツは赤ワインの約25%のレスベラトロールを含んでいる。ラッカセイ、特にスプラウト化したピーナッツは、ブドウと同程度のレスベラトロール含有量を持つ。発芽前は2.3から4.5 μg/gの範囲で、発芽後はピーナッツの栽培品種によって11.7から25.7 μg/gの範囲になる。
クワの実（特に皮）は、乾燥重量1グラムあたり最大50マイクログラムのレスベラトロールを含む。
米国のレスベラトロールサプリメントの大部分は、イタドリ（別名日本のクズ、虎杖など）の根から抽出されている。

## サーチュイン遺伝子との関係
サーチュイン遺伝子は、長寿遺伝子または抗老化遺伝子とも呼ばれ、飢餓やカロリー制限、運動によって活性化する。近年、レスベラトロールがサーチュインタンパク質を活性化することもわかっている。サーチュイン自体は、ヒストン脱アセチル化酵素であり、サーチュインが活性化するとヒストンが脱アセチル化されてヒストンのアルカリ性を示す豊富なアミノ基と核酸の名が示すように酸性の性質を有するDNAとの親和力が高まり、ヒストンとDNAが強く結び付いて、遺伝子の発現が抑制される。言い換えれば、DNAが休眠状態に入ることである。これと反対に、ヒストンがアセチル化されるとヒストンとDNAの親和力が低くなり、通常の遺伝子発現が活発化される。飢餓のような過酷な環境下ではDNAの活動が抑制され、DNAの安定化へと変化する。これが結果的にDNAの損傷防止につながり、このDNAの損傷防止は直接的に長寿につながる。詳細はDNA修復#カロリー制限とDNA修復の増加を参照のこと。

## 歴史
レスベラトロールの最初の言及は、1939年の高岡道夫による日本語の論文で、彼は「バイケイソウ」の変種grandiflorum からそれを分離し、後に1963年にイタドリの根から分離した。 2004年、ハーバード大学教授のデイビッド・シンクレアがサーチリス・ファーマシューティカルズを共同設立し、その最初の製品はレスベラトロール製剤だった。 サーチリスは2008年に7億2000万ドルでグラクソ・スミスクラインに買収され子会社となったが、成功した薬の開発なしに2013年に閉鎖された。

## 関連化合物
- ジヒドロレスベラトロール（英語版）
- イプシロン-ビニフェリン（英語版）、パリドール（英語版）およびクアドランギュラリンA（英語版）の3種類のレスベラトロール二量体
- エラフィブラノール（英語版）、PPARα/δデュアルアゴニストとして作用する構造的に関連した化合物
- THSG、何首烏に含まれるレスベラトロールと非常に類似したグリコシド化合物
- トランス-ジプトインドネシンB（英語版）、レスベラトロール三量体
- ホペアフェノール（英語版）、レスベラトロール四量体
- オキシレスベラトロール（英語版）、白桑に含まれる化合物であるマルベロシドA（英語版）のアグリコン[79]
- ピセアタンノール、赤ワインに含まれるレスベラトロールの活性代謝物
- ピセイド、レスベラトロールのグルコシド
- プテロスチルベン、二重にメチル化されたレスベラトロール
- 4'-メトキシ-(E)-レスベラトロール 3-O-ルチノシド、「ボスウェリア（英語版）」の樹皮に含まれる化合物[80]
- ラポンチシン（英語版）、ルバーブの根茎に含まれるスチルベノイドラポンチゲニン（英語版）のグルコシド